# Anepischetosia maccoyi
Anepischetosia maccoyi är en ödleart som beskrevs av  Lucas och FROST 1894. Anepischetosia maccoyi är ensam i släktet Anepischetosia som ingår i familjen skinkar. Inga underarter finns listade i Catalogue of Life.
Exemplaren är i genomsnitt utan svans 51 mm långa och 1 g tunga. Typisk är en långsträckt kropp. Förutom könsorganen finns inga skillnader mellan honor och hannar. Varje fjäll på ovansidan har tre till fyra mörka längsgående strimmor vad som ger ett gråbrunt utseende. Ibland är en mörkare strimma på ryggens topp synlig. Buken och svansens undersida har en gul färg och på den senare finns ibland bruna fläckar.
Arten förekommer i sydöstra Australien i delstaterna New South Wales och South Australia. Den vistas i fuktiga skogar ofta nära vattendrag. Exemplaren gömmer sig under lövskiktet och olika föremål. Varje hona lägger många ägg och äggen av olika honor förvaras på samma plats. Äggen kläcks efter cirka 64 dagar.
För beståndet är inga hot kända. Hela populationen anses vara stor. IUCN listar arten som livskraftig (LC).